# Трак Прохват
Тракторные гонки «Трак Прохват» — соревнования на тракторах на Украине. Проводились в Автономной Республике Крым, Симферопольский район, село Трудовое в балке «Тубай». Гонки прошли в 2009, 2010 и 2011 году.

## История
I Всеукраинские тракторные гонки «Трак Прохват» состоялись 5 сентября 2009 года. Инициатор создания Симферопольский экстрим клуб «Бомба». Идея создания тракторных гонок «Трак Прохват» возникла после посещения «Бизон-Трек-Шоу».
Тракторные гонки «Трак Прохват» были созданы с целью: развития взаимодействия и деловых отношений между предприятиями различных хозяйственных отраслей; повышения престижности сельского труда; популяризации профессии тракторист-механик; привлечения молодых кадров в Агропромышленный комплекс Украины.
4 сентября 2010 года состоялись II Международные Тракторные соревнования «Трак Прохват». 3 сентября 2011 года состоялись III Международные Тракторные соревнования «Трак Прохват».

## Организаторы и участники
Республиканская Каффаианская академия технического дизайна и технических видов спорта и экстрим клуб «Бомба». Члены оргкомитета -постоянные участники внедорожных мероприятий Украины и Крыма.
Тракторные гонки «Прохват Трак» проводятся при поддержке Министерства аграрной политики Украины, Верховного Совета Автономной Республики Крым и Совета Министров АР Крым. Гонки «Трак Прохват» — состязание работников сельского хозяйства. Участвуют механизаторы, работники сельскохозяйственных и промышленных предприятий АР Крыма, Украины, Краснодарского края и Ростовской области (Россия). Большинство из них имеет большой опыт в полевых работах, но на гоночной трассе они как правило впервые. Механизаторы — участники тракторных соревнований перед стартом проходят собеседование, медицинское обследование, инструктаж. В соревнованиях участвуют трактора (типа МТЗ, ЮМЗ, Т40). Количество участников ограничено числом 40.

## Регламент
I Всеукраинские тракторные соревнования «Трак Прохват» — 5 сентября 2009 года
Маршрут: 1,2 км по пересеченной местности с преодолением водных преград, подъемов, спусков и скоростных участков.
Гонка парная — на выбывание.
II Международные Тракторные соревнования «Трак Прохват» — 4 сентября 2010 года.
Маршрут гонки — 1,6 км, огражденная трасса поделенная на участки. Соревнования проводились в 4 этапа на мастерство, скорость, умение преодолевать водные преграды и езда с грузом весом 1 тонна. Победитель первых 3 этапов определялся по лучшему времени прохождения, 4 этап — восемь участников с наилучшими результатами по предыдущим этапам — Олимпийская система, гонка на выбывание.
III Международные Тракторные соревнования «Трак Прохват» — 3 сентября 2011 года.
Маршрут гонки — 1,0 км, огражденная трасса поделенная на участки. Соревнования проводились в 6 квалификационных и два финальных этапа на мастерство, скорость, умение преодолевать водные преграды и езда с грузом весом 1 тонна. Победитель первых 6 этапов определялся по лучшему времени прохождения, два финальных, Украинский и Международный этапы — четыре участника в с наилучшими результатами по предыдущим этапам боролись каждый с каждым за очки.

## Шоу программа
В перерывах между заездами, в период техосмотра, мойки тракторов и подведения итогов этапов соревнований, проводится шоу программа:
- выступление музыкальных коллективов;
- шоу экскаватора;
- показательные выступления бойцов спецподразделения «Беркут»;
- выступление специально приглашенных гостей;
- шоу внедорожников и БРДМ;
- выступления велотриалистов;
- демонстрация радиоуправляемых моделей.

## Зрители
Посмотреть на шоу тракторов съезжаются не только жители Крыма, но и всей Украины, а также дальнего и ближнего зарубежья. Зрители находятся за ограждением вдоль всей трассы, отдельно есть места для журналистов, фото и видео операторов, VIP приглашенных и спонсоров. Гонка постоянно комментируется со сцены ведущими. Во время соревнований работают маршрутные такси и автобусы.
- 2009 год — свыше 17 000 человек.
- 2010 год — свыше 10 000 человек.
- 2011 год — свыше 23 000 человек.

## Призы
- 2009 год, Главный приз — автомобиль Лада Калина,кубок, диплом и звание лучший тракторист Украины 2009 г.
- 2010 год, Главный приз — 20 000 гривен, кубок, диплом и звание лучший тракторист Украины 2010 г.
- 2011 год, Призы предоставляют организаторы и спонсоры: 1 место — 50 000 гривен, кубок, диплом и звание лучший тракторист Украины 2011г. 2 место – 25 000 гривен, кубок, диплом. 3 место – 10 000 грн, кубок, диплом. Дополнительное поощрение: 1 место – корова; 2 место – поросенок; 3 место – овца. Для пилотов специальные призы. Дополнительные номинации от спонсоров и партнеров.